# Caeneressa andersoni
Caeneressa andersoni är en fjärilsart som beskrevs av Moore 1871. Caeneressa andersoni ingår i släktet Caeneressa och familjen björnspinnare. Inga underarter finns listade i Catalogue of Life.